# شاكان (إب)

تعديل مصدري - تعديل

شاكان هي إحدى قرى عزلة ريمان بمديرية إب التابعة لمحافظة إب، بلغ تعداد سكانها 784 نسمة حسب تعداد اليمن لعام 2004.